# Toro Rosso STR7
O STR7 é o modelo de carro de corrida da equipe Toro Rosso utilizado na temporada de 2012 da Fórmula 1. O lançamento oficial foi realizado no dia 6 de fevereiro no circuito espanhol de Jerez de la Frontera. Daniel Ricciardo e Jean-Éric Vergne conduziram naquela temporada.